# Chemult
Chemult est une communauté du Comté de Klamath en Oregon aux États-Unis, située à une altitude de 1 452 m.
La population est d'environ 300 habitants. Elle est desservie par une gare d'Amtrak.